# Tulln an der Donau
Tulln an der Donau ist eine Stadtgemeinde in Österreich mit 16.951 Einwohnern (Stand 1. Jänner 2025) und Bezirkshauptstadt des gleichnamigen Bezirkes im Bundesland Niederösterreich.
Der Ort wird aufgrund der vielen Gärtnereien mit zahlreichen Rabatten auch als Gartenstadt bezeichnet.

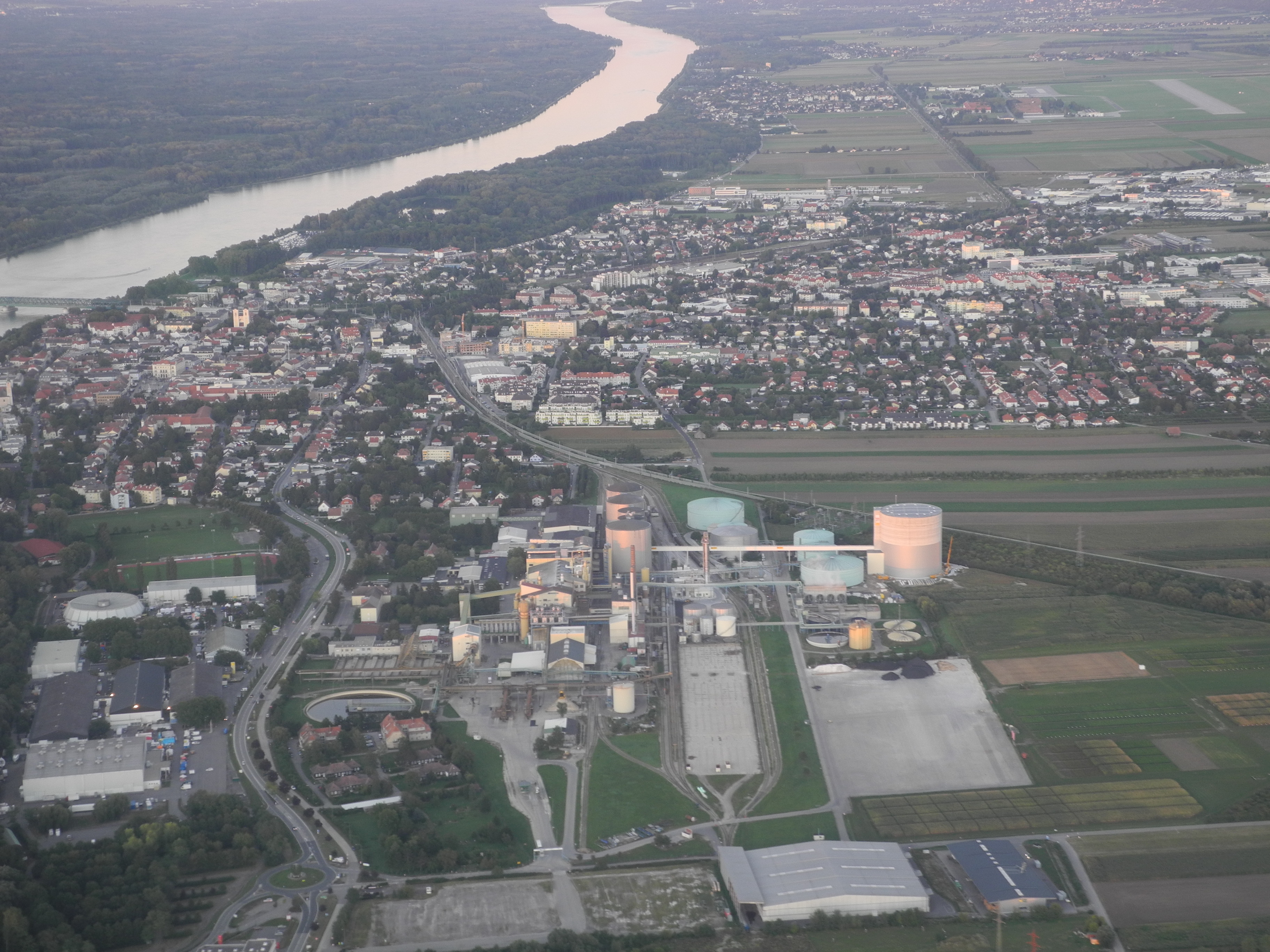
Luftaufnahme von Tulln an der Donau

## Geografie
Die Stadtgemeinde liegt im Tullnerfeld, das im Süden vom Wienerwald und im Norden vom Wagram begrenzt wird. Das Gemeindegebiet hat eine Ausdehnung von 72 km² und breitet sich zu beiden Seiten der Donau aus, die das Gebiet in einer Länge von rund fünf Kilometern durchfließt. Der bebaute Teil der Stadt ist hauptsächlich südlich der Donau. Die Stadt wird von zwei Bächen eingesäumt. Im Westen mündet die Große Tulln, im Osten die Kleine Tulln in je einen Donauarm. Die Seehöhe der Stadt ist 180 m. Die Umgebung der Stadt ist wie das gesamte Tullnerfeld vollständig ebenes Terrain, das nur dort leicht wellig ist, wo sich einst Donauarme in das Land gedrängt haben. Tulln ist ungefähr 40 km von der Bundeshauptstadt Wien entfernt.

### Gemeindegliederung
Das Gemeindegebiet umfasst folgende neun Ortschaften (in Klammern Einwohnerzahl Stand 1. Jänner 2025):
- Frauenhofen (116)
- Langenlebarn-Oberaigen (1444) samt Gemeinde-Au und Rafelswörth
- Langenlebarn-Unteraigen (1079) samt Mühl- und Weidenhaufen
- Mollersdorf (164)
- Neuaigen (576) samt Waldsee
- Nitzing (402) samt Badesee
- Staasdorf (242)
- Trübensee (121)
- Tulln an der Donau (12.807) samt Baumschule Praskac, Bildereiche und In der Au

Die Gemeinde besteht aus den Katastralgemeinden Frauenhofen, Langenlebarn-Oberaigen, Langenlebarn-Unteraigen, Mollersdorf, Neuaigen, Nitzing, Staasdorf, Trübensee und Tulln.

### Nachbargemeinden
| AbsdorfKönigsbrunn am Wagram | Stetteldorf am Wagram (Bez. Korneuburg)     | Hausleiten (Bez. Korneuburg) |
|                              | Kompassrose, die auf Nachbargemeinden zeigt | Muckendorf-Wipfing           |
| LangenrohrJudenau-Baumgarten | Sieghartskirchen ∗                          | KönigstettenTulbing          |

## Geschichte

Seit 1297 verwendetes Rundsiegel

Tulln ist eine der ältesten Städte Österreichs. Der Ortsname soll aus dem Keltischen stammen, jedoch kann diese Theorie nicht bestätigt werden. Schon in vorrömischer Zeit besiedelt, wurde es in der ersten Hälfte des ersten Jahrhunderts nach Christus das römische Reiterkastell Comagena, bzw. Comagenis, auch Stützpunkt der römischen Donauflottille. In den letzten Jahren der Römerherrschaft wird von einem Besuch des heiligen Severin und der wunderbaren Rettung der Stadt vor den Barbaren berichtet.
Nach dem Nibelungenlied empfing in Tulln der Hunnenkönig Etzel Siegfrieds Witwe Kriemhilde, ein Ereignis, dem im Jahr 2005 ein Denkmal in Form eines Brunnens gewidmet wurde. Bereits Ende des 8. Jahrhunderts wurde Tulln als Stadt (Comagenis civitas) genannt. Nach der endgültigen Eroberung des Awarenreiches durch den fränkischen Kaiser Karl den Großen im Jahr 803 setzte die Sicherung und Besiedlung beim ehemaligen römischen Reiterkastell ein. Der entstehende Ort befand sich nun auf dem Gebiet des Baierischen Ostlandes. Im Jahr 859 wurde Tulln erstmals mit dem Namen Tullina urkundlich erwähnt. In der Karolingerzeit Gerichtsstätte und Sitz des Grafen Ratpot, erlangte Tulln in der Zeit der Babenberger Markgrafen als Residenz und Donauhandelsplatz große Bedeutung, sodass es als eine Hauptstadt des Landes bezeichnet wurde. Aus Dank für seinen Sieg über den böhmischen König Ottokar und die Errettung aus Todesgefahr, an der mit seinem Sohn Albrecht von Löwenstein-Schenkenberg teilgenommen hatte, stiftete Rudolf I. von Habsburg am 31. August 1280 das heute nicht mehr erhaltene Dominikanerinnenkloster Tulln. Es blieb seine einzige Klosterstiftung. Am 11. November 1301 schenkte die Schenkin von Schenkenberg (vergl. Burgruine Schenkenberg, Kanton Aargau, Schweiz) dem Kloster zum Seelenheile ihres verstorbenen Gatten Wilhelm, ihrer Tochter Agnes und Enkelin Gertrud einen Hof samt Zubehör zu Tulln. Die Vorrangstellung verlor Tulln durch den Aufschwung Wiens und eine Reihe schwerer Belastungen (Andringen der Donau, Verlagerung der Handelswege, große Brände, kriegerische Drangsale, Türkeneinfälle, Dreißigjähriger Krieg, Franzoseninvasion). 1683 diente Tulln als Sammelplatz des Entsatzheeres des Heiligen Römischen Reiches vor der Schlacht am Kahlenberg bei der Zweiten Wiener Türkenbelagerung.
Die Stadtmauern wurden ab 1861 abgebrochen. Tulln wurde 1892 Sitz der Bezirkshauptmannschaft.
Neuer Aufschwung setzte mit dem 19. Jahrhundert (Donaubrücke, Bau der Franz-Josefs-Bahn, Bezirkshauptmannschaft) und im 20. Jahrhundert (Schulen: erstes Gymnasium 1931, Industrie: Zuckerfabrik 1936) ein. Im Jahr 1986 bewarb sich Tulln als Landeshauptstadt, aber St. Pölten wurde ausgewählt.

### Bevölkerungsentwicklung
| Tulln an der Donau: Einwohnerzahlen von 1869 bis 2025 | Tulln an der Donau: Einwohnerzahlen von 1869 bis 2025 | Tulln an der Donau: Einwohnerzahlen von 1869 bis 2025 | Tulln an der Donau: Einwohnerzahlen von 1869 bis 2025 | Tulln an der Donau: Einwohnerzahlen von 1869 bis 2025 |
| ----------------------------------------------------- | ----------------------------------------------------- | ----------------------------------------------------- | ----------------------------------------------------- | ----------------------------------------------------- |
| Jahr                                                  |                                                       |                                                       |                                                       | Einwohner                                             |
| 1869                                                  | 1869                                                  |                                                       | 5.229                                                 | 5.229                                                 |
| 1880                                                  | 1880                                                  |                                                       | 5.309                                                 | 5.309                                                 |
| 1890                                                  | 1890                                                  |                                                       | 4.743                                                 | 4.743                                                 |
| 1900                                                  | 1900                                                  |                                                       | 5.878                                                 | 5.878                                                 |
| 1910                                                  | 1910                                                  |                                                       | 6.888                                                 | 6.888                                                 |
| 1923                                                  | 1923                                                  |                                                       | 6.818                                                 | 6.818                                                 |
| 1934                                                  | 1934                                                  |                                                       | 7.222                                                 | 7.222                                                 |
| 1939                                                  | 1939                                                  |                                                       | 7.739                                                 | 7.739                                                 |
| 1951                                                  | 1951                                                  |                                                       | 8.246                                                 | 8.246                                                 |
| 1961                                                  | 1961                                                  |                                                       | 9.139                                                 | 9.139                                                 |
| 1971                                                  | 1971                                                  |                                                       | 10.325                                                | 10.325                                                |
| 1981                                                  | 1981                                                  |                                                       | 11.269                                                | 11.269                                                |
| 1991                                                  | 1991                                                  |                                                       | 12.038                                                | 12.038                                                |
| 2001                                                  | 2001                                                  |                                                       | 13.591                                                | 13.591                                                |
| 2011                                                  | 2011                                                  |                                                       | 15.169                                                | 15.169                                                |
| 2021                                                  | 2021                                                  |                                                       | 16.603                                                | 16.603                                                |
| 2025                                                  | 2025                                                  |                                                       | 16.951                                                | 16.951                                                |
| Quelle(n): Statistik Austria, Gebietsstand 1.1.2021   |                                                       |                                                       |                                                       |                                                       |

## Kultur und Sehenswürdigkeiten
Tulln ist eine der ältesten Städte Österreichs mit einem erhaltenen Ensemble gotischer und barocker Häuser im Stadtzentrum.

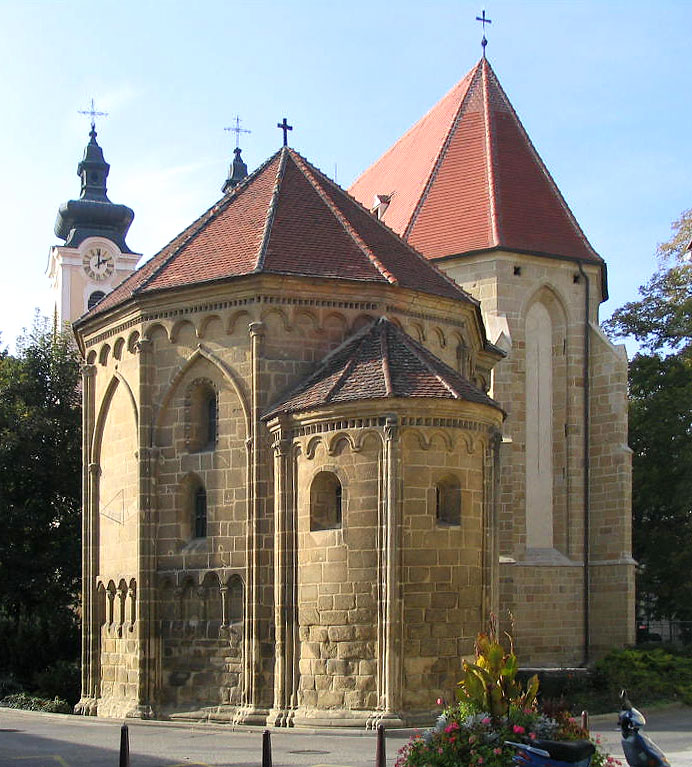
Spätromanischer Karner

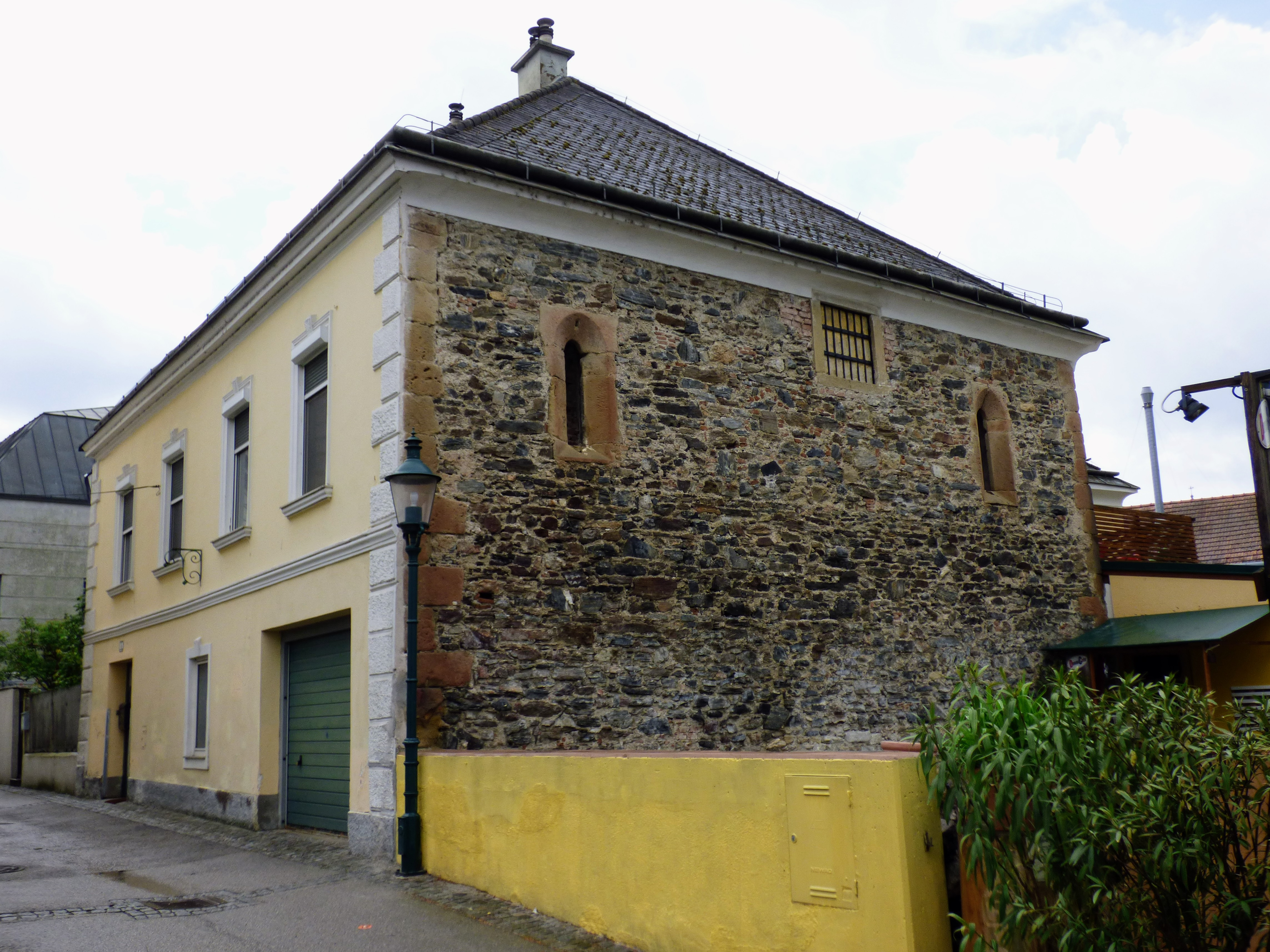
Ehemalige Synagoge in Tulln

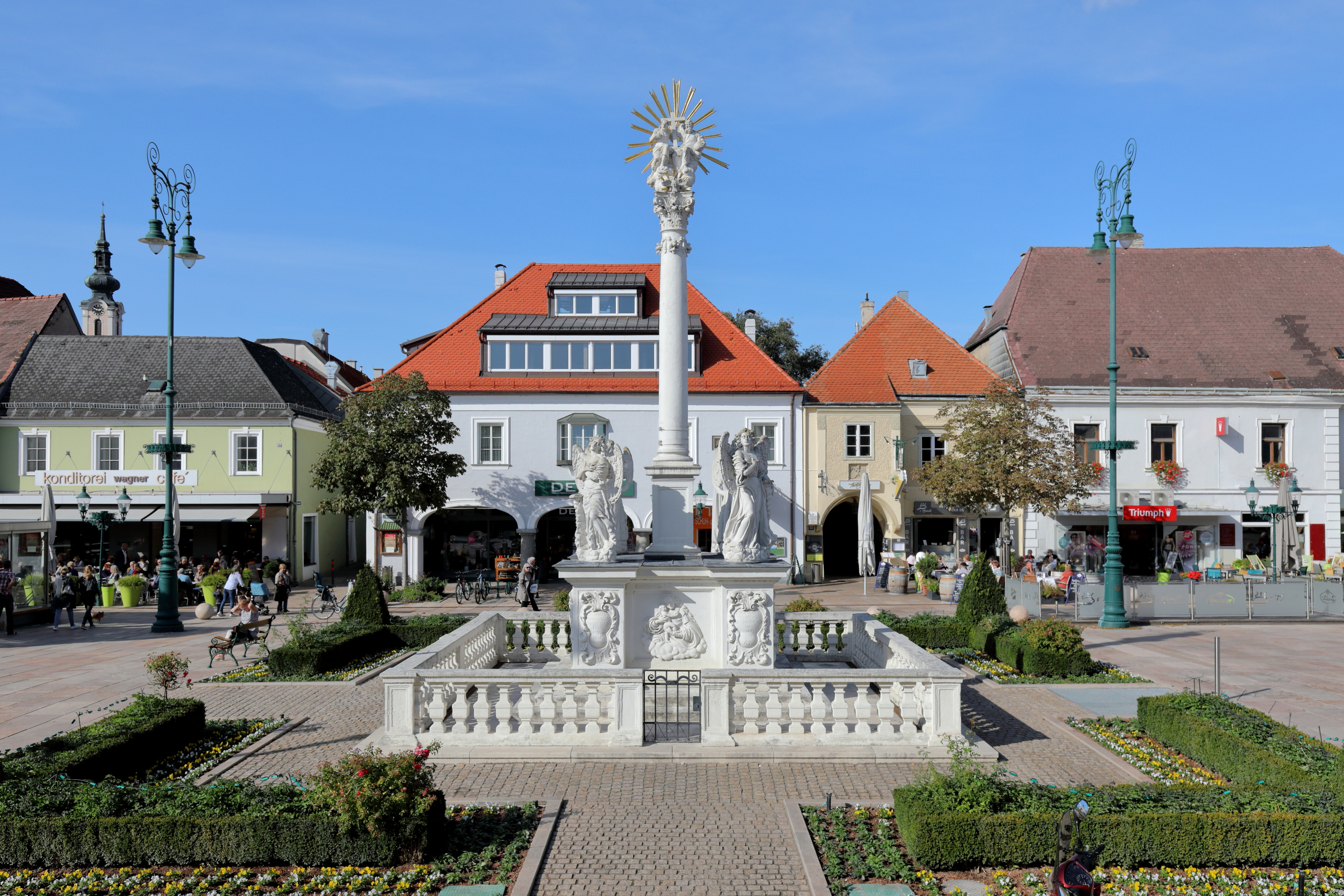
Dreifaltigkeitssäule im Zentrum des Hauptplatzes

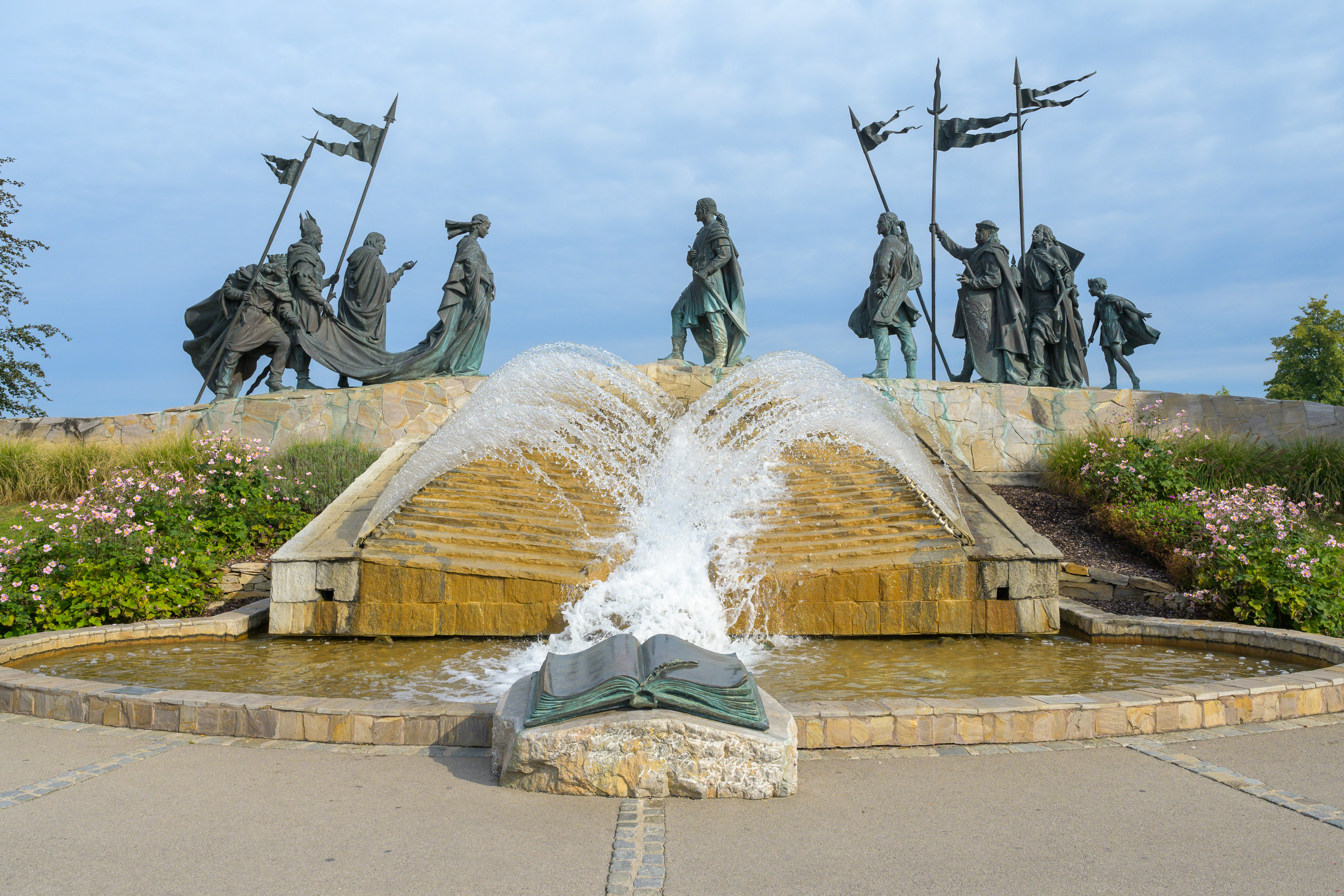
Nibelungendenkmal mit Brunnen

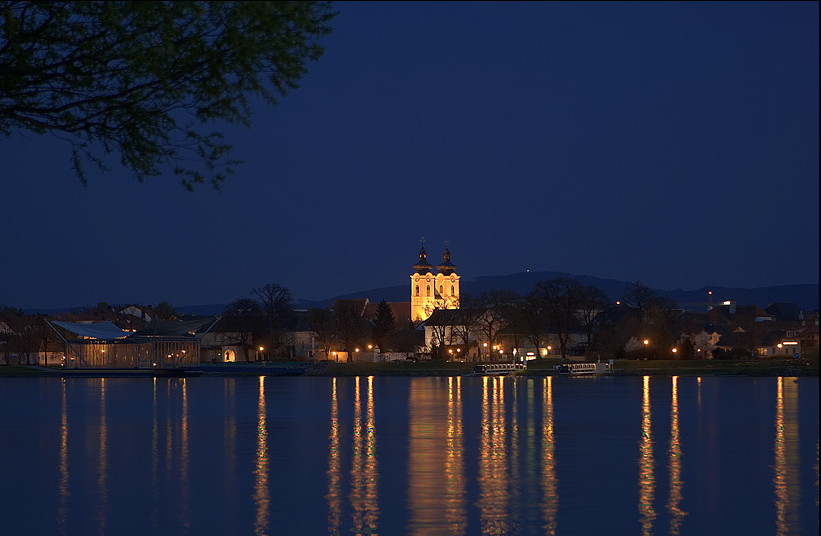
Blick vom nördlichen Donauufer zur Stadtpfarrkirche St. Stephan

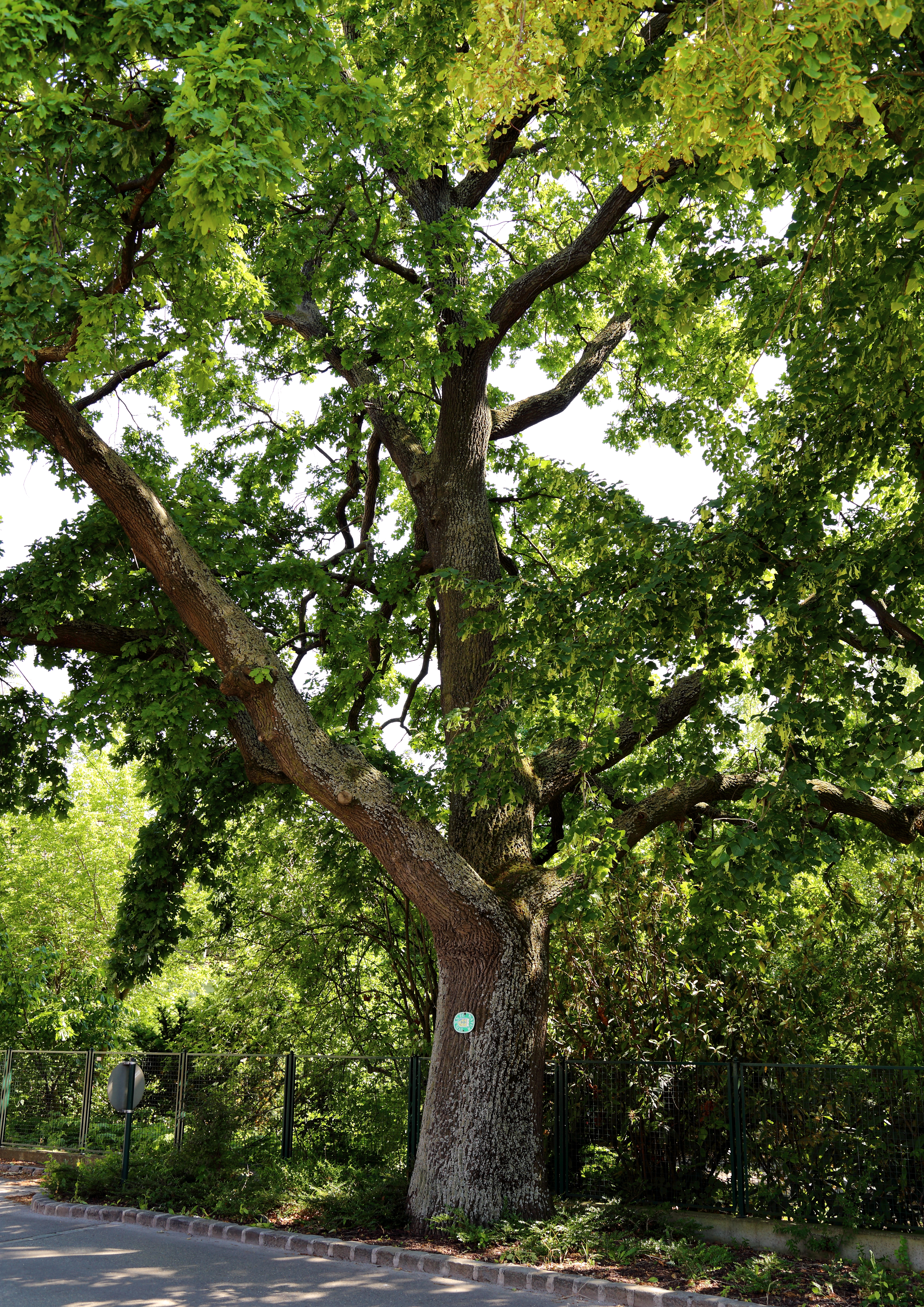
Die unter Naturschutz stehende Stieleiche am Alter Ziegelweg nächst dem Krankenhaus

### Tulln südlich der Donau
- Aubad, Natursee am Ufer der Donau, der als Badesee verwendet wird
- Comagena ist ein Gebiet in Tulln, zu Zeiten des römischen Kaiserreiches ein Reiterlager[5]

- Das ehemalige Dominikanerinnenkloster „Zum heiligen Kreuz“, das auch als Tullner Frauenkloster und später als Kaiserliches Frauenstift bekannt war, wurde 1280 von König Rudolf I. als erste Klosterstiftung eines Habsburgers im heutigen Österreich gegründet. Bei einem Brand im Jahr 1752 wurden Kloster und Kirche zerstört. Durch den anschließenden Wiederaufbau verschuldete sich das Kloster schwer. Es wurde 1785 unter Kaiser Joseph II. aufgehoben. Nach der Profanierung wurden die Kirche, das Klostergebäude und die zugehörigen Güter veräußert. Nach 1825 wurden die frühere Klosterkirche und ein Teil des Klostergebäudes abgerissen. Erhalten blieb das frühere Priorat, das in den folgenden Jahren als Fabriksgebäude und als Militärkaserne genutzt wurde. Im Jahr 1882 wurde das ehemalige Priorat zusammen mit dem übrigen Areal des Frauenklosters in ein Sanatorium umgebaut (mehrere Pavillons wurden errichtet). Von 1945 bis 1989 war es das Landeskrankenhaus Tulln. Heute ist nur noch das Priorat erhalten, in dem sich eine Jugendherberge und das Römermuseum befinden.[6]
- Das 1910 erbaute Schiff Regentag, das 1968 in Palermo von Friedensreich Hundertwasser erworben, umgebaut und vergrößert wurde und zehn Jahre lang Hundertwassers Quartier war.[7]
- Geburtshaus des expressionistischen Malers Egon Schiele am Hauptbahnhof Tulln
- Egon-Schiele-Museum
- Garten Tulln, eine Dauereinrichtung, hervorgegangen aus der Landesgartenschau im Jahr 2008 des Bundeslandes Niederösterreich in Tulln an der Donau und den angrenzenden Wasserpark Tulln, eine von behindertengerechten Wegen und befahrbaren Wasserstraßen durchzogene Au-Landschaft
- Der Hauptplatz ist 190 × 55 Meter groß und wird von alten Bürgerhäusern aus der Gotik, der Renaissance und dem Barock sowie dem späthistoristischen Amtsgebäude der Bezirkshauptmannschaft aus dem Jahr 1891 gesäumt. Letzteres wurde nach den Plänen von Ferdinand Nebesky und dem Vorbild eines Wiener Ringstraßenpalais errichtet. An der Ecke zur Jasomirgottgasse befindet sich ein Renaissancebau aus dem Jahr 1570 mit einem vorspringenden runden Eckturm, Blindfenstern und „Venezianischen Zinnen“, der diesem Haus einen burgähnlichen Charakter verleiht (errichtet vom Tullner Stadtrichter Florian Träppel). An der gegenüberliegenden Seite befindet sich ein spätgotisches Haus mit erhaltenem Torbogen und einer Nische für das Hauswappen des Stadtrichters Georg Täbrer sowie mit gotischen Sitznischen in der Einfahrtshalle (zweite Hälfte des 15. Jahrhunderts).[8]
- Die spätbarocke Minoritenkirche, fertiggestellt 1739, geweiht dem Heiligen Johannes Nepomuk.
- Minoriten-Kloster: 1713–56 im spätgotischen Stil neu errichtet. Nach der Schließung des Minoritenkonvents 1807 wurde 1827 in dem Gebäude eine Schule des kaiserlichen Pioniercorps errichtet. 1858 Umbau in eine Kaserne, Tulln wurde dadurch Garnisonsstadt. Im 20. Jhdt. bot das ehemalige Kloster Raum für Sozialwohnungen, 1990 bis 1993 Sanierung des Gebäudes. Seit 2008 befindet sich hier das Tullner Rathaus (bis 1977 befand sich das Rathaus am Hauptplatz 33, danach in der Nußallee). Ebenso befinden sich im ehemaligen Kloster Veranstaltungsräume und im Dachgeschoß das Zuckermuseum.[9]
- Nibelungenbrunnen: Der Nibelungenbrunnen ist eine Gestaltung der Szene „Begegnung von Kriemhild, der Burgunderkönigin, und dem Hunnenkönig Etzel in Tulln“ in Form einer Bronzeskulpturen-Dokumentation, geschaffen vom Bildhauer Michail Nogin. Der Brunnenbildhauer Hans Muhr ergänzte das Kunstwerk mit einer integrativen und ästhetischen Licht-Wasser-Sein-Komposition
- Niederösterreichisches Feuerwehrmuseum
- Pfarrkirche St. Stephan, auf romanische Fundamentreste aus dem 11. Jahrhundert zurückgehend; dreischiffige Pfeilerbasilika mit gotischen Erweiterungen ab dem 12. Jahrhundert. Nach dem Stadtbrand 1752 barocke Neugestaltung
- Karner „Dreikönigskapelle“ neben der Pfarrkirche
- Pfarrkirche Tulln-St. Severin
- Römermuseum Tulln
- Römerturm: aus dem 4. Jahrhundert, später Nutzung als Zeughaus und Salzturm (derzeit von Studentenverbindungen genutzt)
- Rosenarcade ist ein Einkaufszentrum, das im März 2008 am Tullner Hauptplatz entstanden ist
- Tulln nimmt an verschiedenen nationalen und internationalen Blumenschmuckbewerben teil. So gewann die Stadt 1994 die Silbermedaille und 2001 die Goldmedaille beim Bewerb Entente Florale Europe. Auch 2008, in dem Jahr, in dem die niederösterreichische Landesgartenbauausstellung stattfand, bekam sie eine Goldmedaille in der Kategorie Stadt.[10]
- Tullner Karner, spätromanisch.
- Katholische Pfarrkirche Langenlebarn hl. Helena

### Tulln nördlich der Donau
- Schloss Neuaigen
- Katholische Pfarrkirche Neuaigen Mariä Himmelfahrt

### Sport
- Der FC Tulln wurde im November 1918, als Sportverein Tulln, gegründet. Damals gab es noch die Sektionen Fußball, Tennis, Schwimmen, Boxen und Leichtathletik.[11] Der Verein spielte 1965 bis 1974 in der Regionalliga Ost. In der Saison 2012/13 kam man in der 2. Niederösterreichischen Landesliga über den letzten Platz nicht hinaus. Dadurch mussten der FC Tulln in die Gebietsliga absteigen, wo er auch heute noch aktiv ist.
- Der UHC Tulln spielte Handball in der höchsten österreichischen Liga, der Handball Liga Austria und ist dreimaliger österreichischer Cup-Sieger (in den Saisonen 1997/98, 2003/04 und 2006/07).
- Der TTV Tulln spielt Tischtennis in der 1. Damen Bundesliga sowie in der 1. Herren Landesliga.[12]
- Der TC Tulln spielt Tennis.[13]
- Tulln ist Ausgangs- und Endpunkt des Großen Tullnerfelder Rundwanderwegs.

## Wirtschaft und Infrastruktur
Als bedeutende Industrie ist seit 1937 die Zuckerfabrik der Agrana mit dem zweitgrößten Zuckersilo Europas (Fassungsvermögen rund 70.000 Tonnen Zucker) zu verzeichnen.
Viele Gärtnereien und Pflanzenzuchtbetriebe sind am Stadtrand angesiedelt.
Weiters ist Tulln eine bedeutende Geschäftsstadt, insbesondere für Bekleidung.
Mit einem überregional ausstrahlenden Messegelände ist die Stadt österreichweit bekannt.
- Internationale Gartenbaumesse
- Du & das Tier Tulln
- Gesund & Wellness Tulln
- Tullner Flohmarkt
- HausBau & EnergieSparen Tulln
- Austro Vin Tulln
- Austrian Boot Show
- Pool + Garden Tulln
- Kulinar Tulln
- Oldtimer-Messe Tulln
- bike - austria Tulln
- Austro Agrar Tulln

Weiters beherbergt die Stadt einige sehr renommierte Unternehmen, welche nicht nur im Bereich der Landwirtschaft, sondern auch der Dienstleistungs- und Produktionspate angesiedelt sind.
- Agrana mit der Zuckerfabrik Tulln und das Agrana Research & Innovation Center, das Forschungszentrum der Agrana-Gruppe
- Dlouhy Fahrzeugbau
- Schmidberger Elektroinstallationen

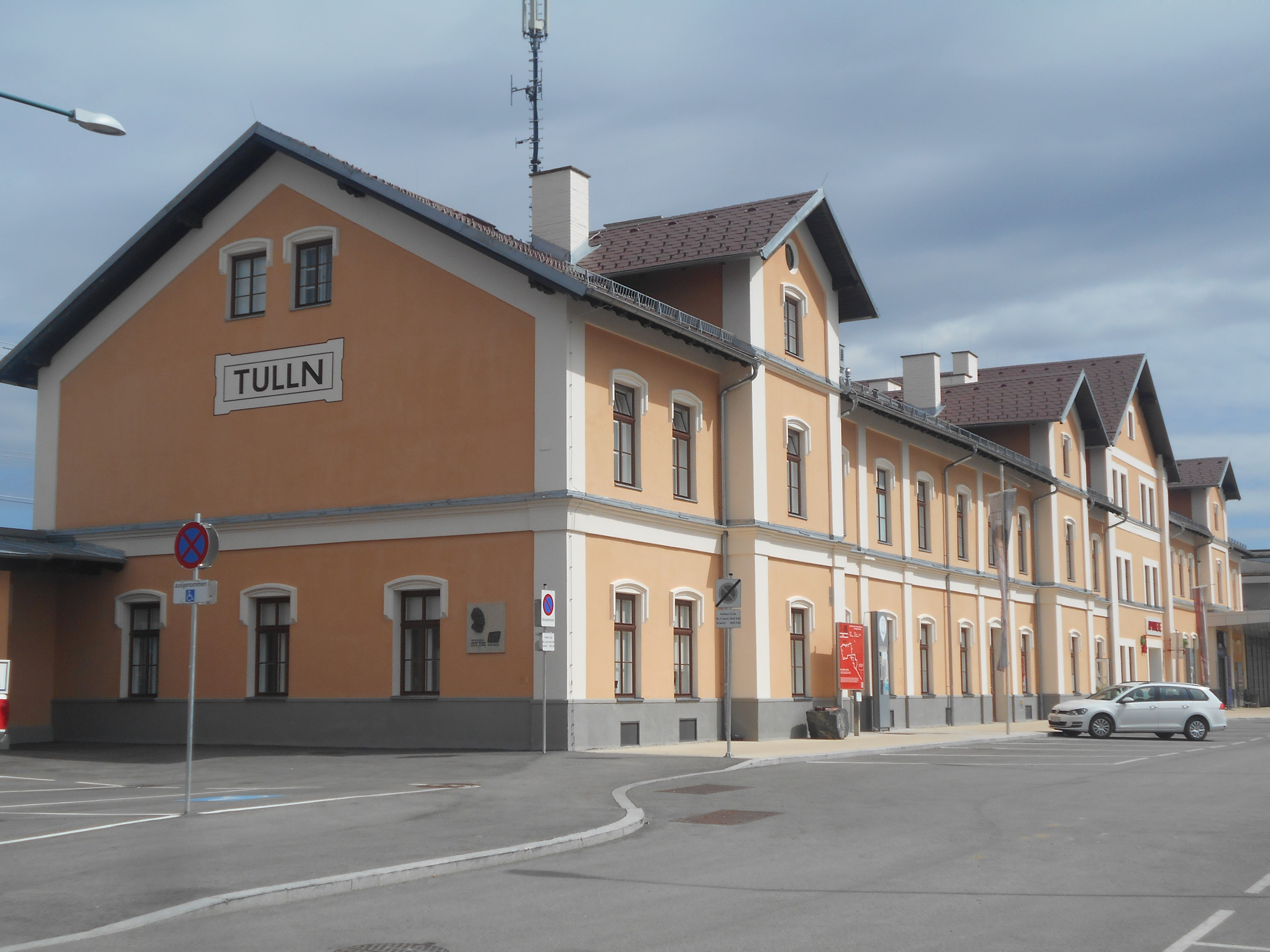
Der Bahnhof Tulln ist ein bedeutender Eisenbahnknoten

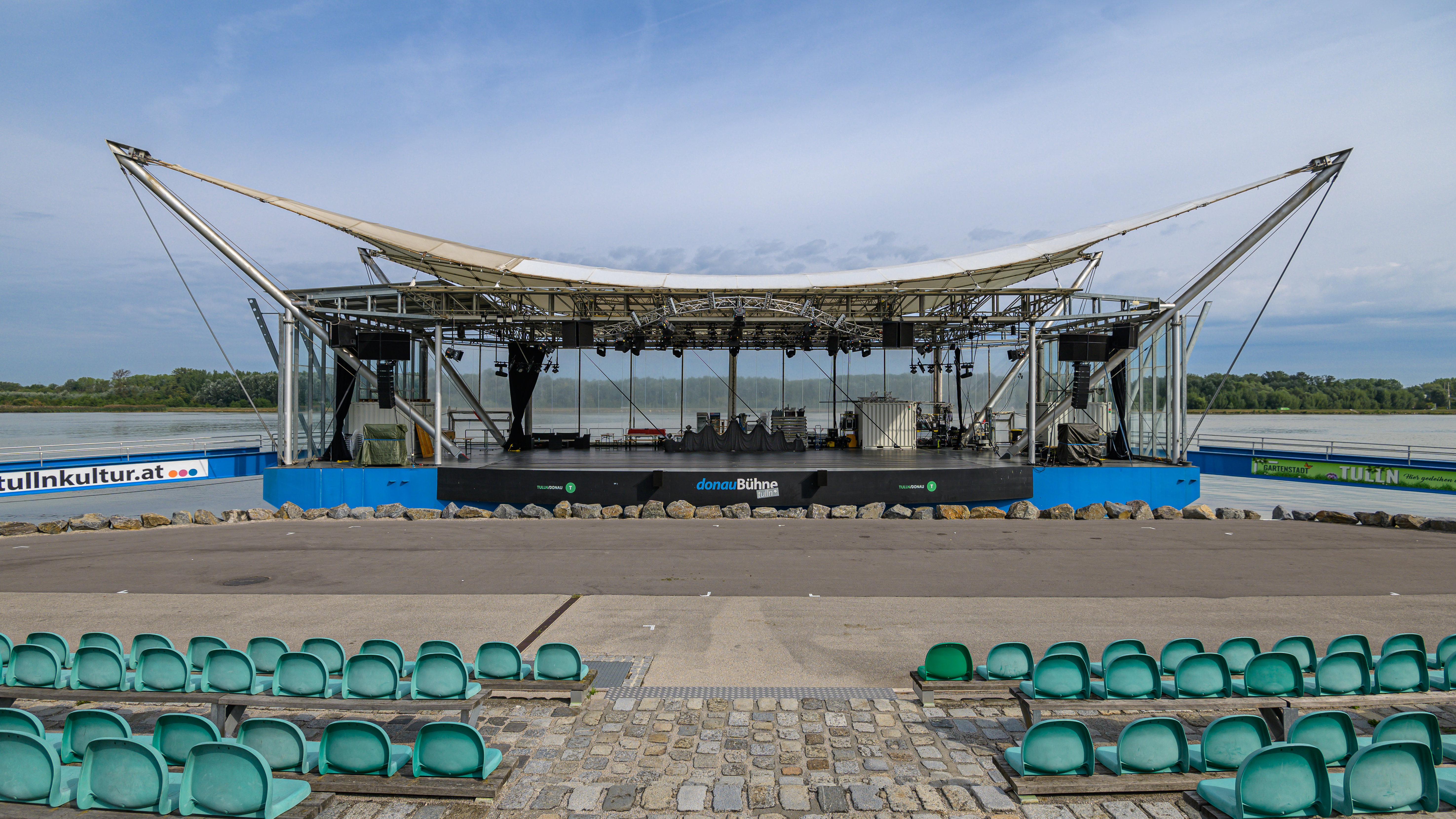
Donaubühne Tulln

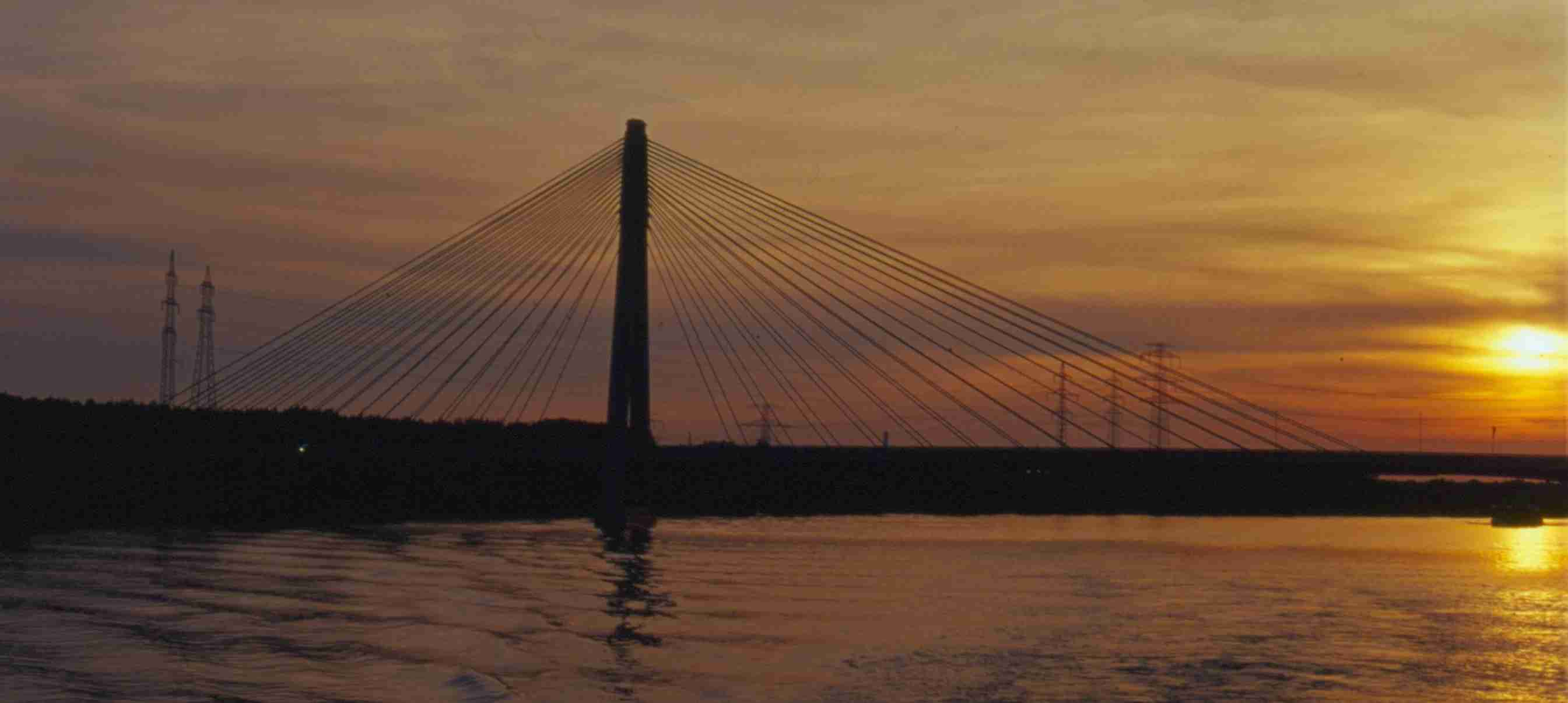
Tullner Rosenbrücke

- Breitwieser Steinmetz
- Praskac Pflanzenland

### Verkehr
Tulln ist ein bedeutender Verkehrsknoten in Niederösterreich. Tulln hat zwei Donaubrücken (Tullner Donaubrücke und Rosenbrücke), Bundesstraßen, einen Bahnhof an der Franz-Josefs-Bahn und einen weiteren, welcher im Stadtzentrum an der Tullnerfelder Bahn liegt (Tulln Stadt), eine Schiffsanlegestelle, einen Yachthafen und den Militärflugplatz „Fliegerhorst Brumowski“ in der Nachbarortschaft Langenlebarn. Langenlebarn besitzt zusätzlich eine Bahnhaltestelle an der bereits oben genannten Bahnstrecke Wien – Gmünd.
Die Tullner Straße B 19 ist neben der Kremser Schnellstraße eine viel befahrene Strecke zwischen der Westautobahn und der Stockerauer Schnellstraße. Erst die neugebaute Rosenbrücke brachte eine Entlastung für die Stadt Tulln. Trotz der vielen Kreisverkehre sind noch sieben Ampeln erhalten geblieben. Zwei weitere Kreisverkehre sind in Planung bzw. in Bau.

### Feuerwehr
Die Stadtgemeinde Tulln unterhält neben der Freiwilligen Feuerwehr Tulln vier weitere Feuerwehren in umliegenden Ortschaften. Dazu zählen die Freiwilligen Feuerwehren in Langenlebarn, Neuaigen, Staasdorf sowie Nitzing. Die Freiwillige Feuerwehr Tulln ist bemessen an der Zahl der Einsatzfahrzeuge und Einsatzanzahl (488 Einsätzen im Jahr 2017,) die größte Feuerwehr in der Gemeinde. Aufgrund ihrer zum Teil spezialisierten Ausrüstung wird sie auch zur Unterstützung von Feuerwehren, außerhalb des eigentlichen Einsatzgebietes gerufen. Auch für Teile der Stockerauer Schnellstraße (Schnellstraße S5), welche nördlich der Donau verläuft, ist die Stadtfeuerwehr zuständig. Ein 2015 in Dienst gestelltes Vorausrüstfahrzeug VRF der Marke Ford (Ford F350 XL CrewCab), ist von Rosenbauer speziell für Menschenrettungen bei Verkehrsunfällen ausgerüstet worden, dient in erster Linie zu solchen Einsätzen auf den vielen höherrangigen Straßen im Einsatzgebiet. Dieses Fahrzeug ist dazu mit einem hydraulischen Rettungssatz und einer Polylöschanlage für den Fall eines Fahrzeugbrandes ausgestattet.
Zusätzlich zu den fünf Freiwilligen Feuerwehren der Stadtgemeinde Tulln gibt es im Stadtgebiet drei Betriebsfeuerwehren. Die Betriebsfeuerwehr Universitätsklinikum Tulln und die Betriebsfeuerwehr Agrana Tulln sind für den Brandschutz in den beiden Betrieben zuständig und stellen in den zugehörigen Objekten die örtlich zuständige Feuerwehr dar. Daneben besteht durch die Landesfeuerwehrschule eine dritte Betriebsfeuerwehr.

### Rettungsdienst
Die Bezirksstelle des Roten Kreuzes Tulln befindet sich im südlichen Stadtgebiet, sowie der Sitz und ein Stützpunkt des Abschnittes Tulln der Österreichischen Wasserrettung im Erholungsgebiet an der Donaulände.

### Öffentliche Verwaltung
Als Verwaltungszentrum sind zahlreiche Institutionen in Tulln für den Katastrophenschutz für Niederösterreich ansässig:
- Landesfeuerwehrkommando mit Landesfeuerwehrverband
- Niederösterreichisches Feuerwehr- und Sicherheitszentrum (Früher: Feuerwehrschule)[20]
- Landesverband des Roten Kreuzes
- NÖ Landesregierung Abt. Katastrophenschutz
- Fliegerhorst Brumowski des Bundesheeres in der Katastralgemeinde Langenlebarn.

### Energieversorgung
Die Stadt wird mit Fernwärme aus Biomasse durch die EVN Wärme versorgt. Das Fernwärmenetz wurde ab dem Jahr 2004 aufgebaut und liefert nun 25.000 MWh pro Jahr umweltfreundliche Fernwärme. Das Biomasseheizwerk steht im Betriebsgebiet Ost neben der Straßenmeisterei.
Süd-Westlich von Tulln befindet sich ein 2014 errichtetes Umspannwerk der EVN, welches die Versorgung von 35.000 Einwohnern im Wirtschaftsraum Tulln sichert.

### Bildung und Forschung
Tulln dient als regionales Schulzentrum, das über mehrere höhere Schulen und Hochschulen verfügt.
- Bundesfachschule für Flugtechnik
- Bundesgymnasium und Bundesrealgymnasium Tulln: Diese Allgemeinbildende Höhere Schule besteht aus Unter- und Oberstufe. In der zweiten Klasse kann man zwischen Gymnasium und Realgymnasium wählen. Der Gymnasiumsteil ist auf die Geisteswissenschaften, primär Fremdsprachen wie Englisch, Französisch, Latein, Russisch und Spanisch spezialisiert. Das Realgymnasium hat seinen Fokus auf Naturwissenschaften wie Biologie, Physik und Chemie und bietet auch entsprechende Laborstunden in der Oberstufe. Bis 1931 war das Gymnasium in der heutigen Volksschule Tullns untergebracht. Ab 1938 hieß die Schule „Staatliche Oberschule für Jungen“, ab 1945 schließlich Bundesrealgymnasium Tulln. 1954 folgte der Umzug von der Kirchengasse in die Konradgasse, 1980 schließlich an die Donaulände, dem heutigen Standort
- Niederösterreichisches Feuerwehr- und Sicherheitszentrum: Fortbildung für die in NÖ bestehenden Freiwilligen Feuerwehren und Betriebsfeuerwehren, und anderen Organisationen die eine ähnliche Ausbildung benötigen.
- FH Wiener Neustadt, Campus Tulln

Diese beiden befinden sich am Technopol (TZT Tulln) – es dient als Einrichtung an der Schnittstelle Wirtschaft, Forschung und Ausbildung zur Standortweiterentwicklung im Bereich der Agrar- und Umweltbiotechnologie. Hier sind auch einige renommierte Forschungsinstitute ansässig.
- Handelsakademie und Handelsschule Tulln
- Höhere Lehranstalt Wirtschaft und Fachschule Wirtschaft Tulln
- Interuniversitäres Forschungsinstitut für Agrarbiotechnologie: Das Interuniversitäre Forschungsinstitut für Agrarbiotechnologie, kurz IFA genannt, wurde 1994 eröffnet. Mittlerweile hat die Fachhochschule Wiener Neustadt mit dem IFA den neuen Studiengang Biotechnische Verfahren entwickelt und somit Tulln zum Universitätsstandort gemacht.
- Gesundheits- und Krankenpflegeschule Tulln am Universitätsklinikum Tulln[24][25]
- Volkshochschule (Seminare, Kurse und Erwachsenenfortbildung).

## Politik

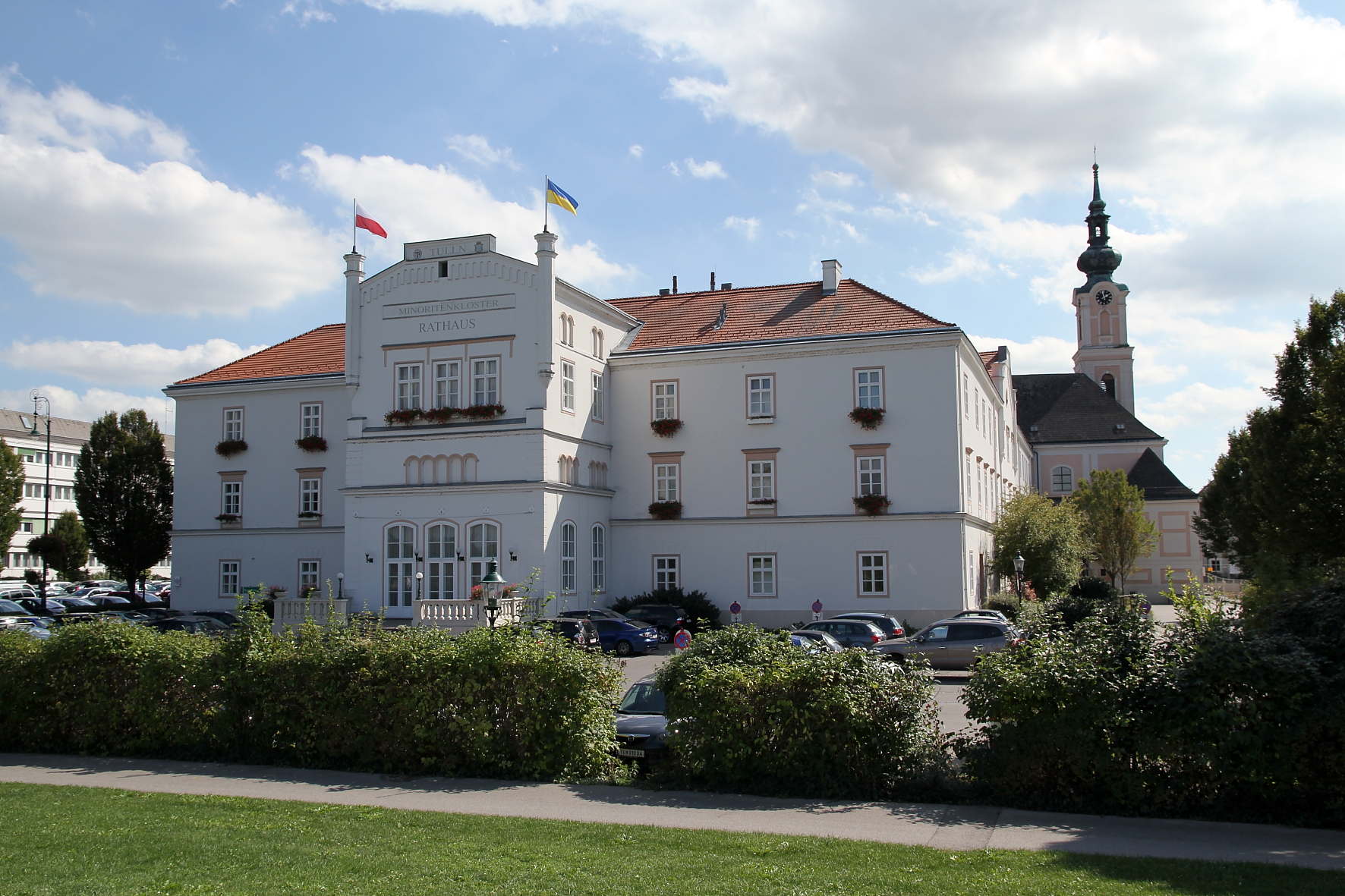
Rathaus am Minoritenplatz 1

### Gemeinderat
Der Gemeinderat hat 37 Mitglieder.
- Nach den Gemeinderatswahlen in Niederösterreich 1990 hatte der Gemeinderat folgende Verteilung: 25 ÖVP, 10 SPÖ und 2 FPÖ.
- Nach den Gemeinderatswahlen in Niederösterreich 1995 hatte der Gemeinderat folgende Verteilung: 22 ÖVP, 8 SPÖ, 4 FPÖ, 2 ÖBF (Grüne) und 1 LIF.[26]
- Nach den Gemeinderatswahlen in Niederösterreich 2000 hatte der Gemeinderat folgende Verteilung: 21 ÖVP, 9 SPÖ, 4 FPÖ und 3 ÖBF (Grüne).[27]
- Nach den Gemeinderatswahlen in Niederösterreich 2005 hatte der Gemeinderat folgende Verteilung: 22 ÖVP, 11 SPÖ, 3 Grüne und 1 FPÖ.[28]
- Nach den Gemeinderatswahlen in Niederösterreich 2010 hatte der Gemeinderat folgende Verteilung: 21 ÖVP, 9 SPÖ, 3 TOP–Tullner ohne Parteibuch, 3 Grüne und 1 FPÖ.[29]
- Nach den Gemeinderatswahlen in Niederösterreich 2015 hatte der Gemeinderat folgende Verteilung: 19 ÖVP, 6 SPÖ, 5 TOP–Tullner ohne Parteibuch, 4 Grüne, 2 FPÖ und 1 NEOS.[30]
- Nach den Gemeinderatswahlen in Niederösterreich 2020 hatte der Gemeinderat folgende Verteilung: 23 ÖVP, 5 Grüne, 4 SPÖ, 3 TOP–Tullner ohne Parteibuch, 1 FPÖ und 1 NEOS.[31]
- Nach den Gemeinderatswahlen in Niederösterreich 2025 hat der Gemeinderat folgende Verteilung: 24 ÖVP, 5 FPÖ, 4 SPÖ, 3 Grüne und 1 NEOS.[32]

### Bürgermeister
- 1878–1885 Josef Ursin
- 1945 Heinrich Wild (ÖVP)
- 1945–1949 Michael Schwanzer (ÖVP)
- 1949–1961 Ferdinand Goldmann (ÖVP)[33]
- 1961–1968 Josef Keiblinger (ÖVP)
- 1968–1993 Edwin Pircher (ÖVP)
- 1993–2009 Wilhelm Stift (ÖVP)
- seit 2009 Peter Eisenschenk (ÖVP)

### Gemeindepartnerschaften
- seit März 2012 Bielsk Podlaski.[34]

## Persönlichkeiten

### Söhne und Töchter der Stadt
- Kurt Appel (* 1968), Religionsphilosoph, katholischer Theologe, Hochschullehrer
- Peter Balazs (* 1970), Mathematiker
- Romina Bell (* 1993), Fußballspielerin
- Michael Bernhard (* 1981), Nationalratsabgeordneter
- Karl Biack (1900–1944), Polizeijurist, Opfer des NS-Regimes
- Sabine Binder (* 1971), Politikerin
- Ludwig Buchinger (* 1965), Landtagsabgeordneter
- Rudolf Buchinger (1879–1950), Landwirtschaftsminister, Generalanwalt, Staatssekretär
- Nina Burger (* 1987), Fußballspielerin
- Alfons Dirnberger (1941–2022), Fußballspieler
- Nikola Dovedan (* 1994), Fußballspieler
- Walter Galla (1957–2020), Musiker, Kabarettist und Autor
- Ferdinand Grossmann (1887–1970), Chorleiter, Gesangspädagoge und Komponist
- Markus Hameter (* 1980), Fußballschiedsrichter
- Roland Hönig (* 1980), Moderator, Kommentator und Sportreporter
- Voodoo Jürgens (* 1983), Musiker
- Jennifer Klein (* 1999), Fußballspielerin
- Richard Koch (* 1979), Jazztrompeter
- Günter Kraft (* 1972), Landtagsabgeordneter
- Magdalena Lindner (* 2000), Sprinterin
- Gert Linke (* 1948), Bildhauer
- Alex Machacek (* 1972), Jazzgitarrist und Komponist
- Maximilian Mayer (* 1998), Fußballspieler
- Lucas Miedler (* 1996), Tennisspieler
- Luzia Nistler (* 1957), Musical- und Opernschauspielerin
- Christian Plattner (* 1963), Mathematiker, IT-Manager und Jazzmusiker
- Oliver Ringelhahn (* 1969), Opern-, Operetten-, Lied- und Oratoriensänger
- Sandra Schauer (* 1997), Leichtathletin
- Egon Schiele (1890–1918), Maler des Expressionismus
- Johann Schmölz (* 1985), Handballspieler
- Doris Schretzmayer (* 1972), Schauspielerin
- Siegfried Seidl (1911–1947), Kommandant im Ghetto Theresienstadt, Kriegsverbrecher
- Josef Steinböck (* 1967), Musiker
- Herwig Steiner (* 1956), Künstler
- Thomas Sykora (* 1968), Skirennläufer
- Viktoria Wolffhardt (* 1994), Kanutin
- Philip Zoubek (* 1978), Pianist und Komponist
- Johannes Zeinler (* 1993), Organist
- Jakob Jake Eder (* 1999), Komponist, Musiker und Schauspieler
- Benny Wizani (* 2001), Trampolinturner
- Gabriel Zirngast (* 2002), Fußballspieler
- Leo Koll (* 2003), Basketballspieler

### Persönlichkeiten mit Bezug zur Stadt
- Humbert Dell’mour (1881–1948), Dichter und Sprachwissenschaftler (Stromeswellen, Altdeutsche Sprachlehre), Heimatdichter von Tulln
- Josef Keiblinger (1910–1968), Bürgermeister und Landtagsabgeordneter
- Kurt Waldheim (1918–2007), Bundespräsident, Außenminister und UNO-Generalsekretär
- Andreas Bors (* 1989), Landtagsabgeordneter und Gemeinderat

### Ehrenbürger
- Felix Stainach, Hofrat[35]
- Josef Scheicher (1842–1924), Priester und Politiker[36]